# Johan Spalding
Johan Spalding, född 2 maj 1669 i Norrköping, död 18 maj 1738, var en svensk handelsman, riksdagsledamot och politiker.

## Biografi
Johan Spalding föddes 1669 och var son till rådmannen Jacob Spalding (1625–1676) och Dorotea Dreijer i Norrköping. Han arbetade som handelsman i Stockholm och avled 1738.
Spalding var riksdagsledamot för borgarståndet i Stockholm vid riksdagen 1719 och riksdagen 1723.
Spalding gifte sig 1701 med Anna Kristina Brander.